# Sainte-Croix-sur-Mer
Sainte-Croix-sur-Mer ist eine französische Gemeinde mit 244 Einwohnern (Stand: 1. Januar 2022) im Département Calvados in der Region Normandie. Sie gehört zum Arrondissement Bayeux und zum Kanton Courseulles-sur-Mer. 

## Geografie
Sainte-Croix-sur-Mer liegt etwa vier Kilometer südlich der Ärmelkanalküste sowie etwa 22 Kilometer ostnordöstlich von Bayeux und etwa 23 Kilometer nordnordwestlich von Caen. Umgeben wird Sainte-Croix-sur-Mer von Ver-sur-Mer im Norden und Nordwesten, Graye-sur-Mer im Norden und Nordosten, Banville im Osten und Südosten, Colombiers-sur-Seulles im Süden, Tierceville im Südwesten sowie Crépon im Westen.

## Bevölkerungsentwicklung
| Jahr                             | 1962 | 1968 | 1975 | 1982 | 1990 | 1999 | 2006 | 2013 |
| Einwohner                        | 145  | 131  | 119  | 120  | 161  | 201  | 220  | 250  |
| Quelle: Cassini, EHESS und INSEE |      |      |      |      |      |      |      |      |

## Sehenswürdigkeiten
- Kirche L'Exaltation-de-la-Sainte-Croix aus dem 13. Jahrhundert
- Schloss Fouques aus dem 18. Jahrhundert

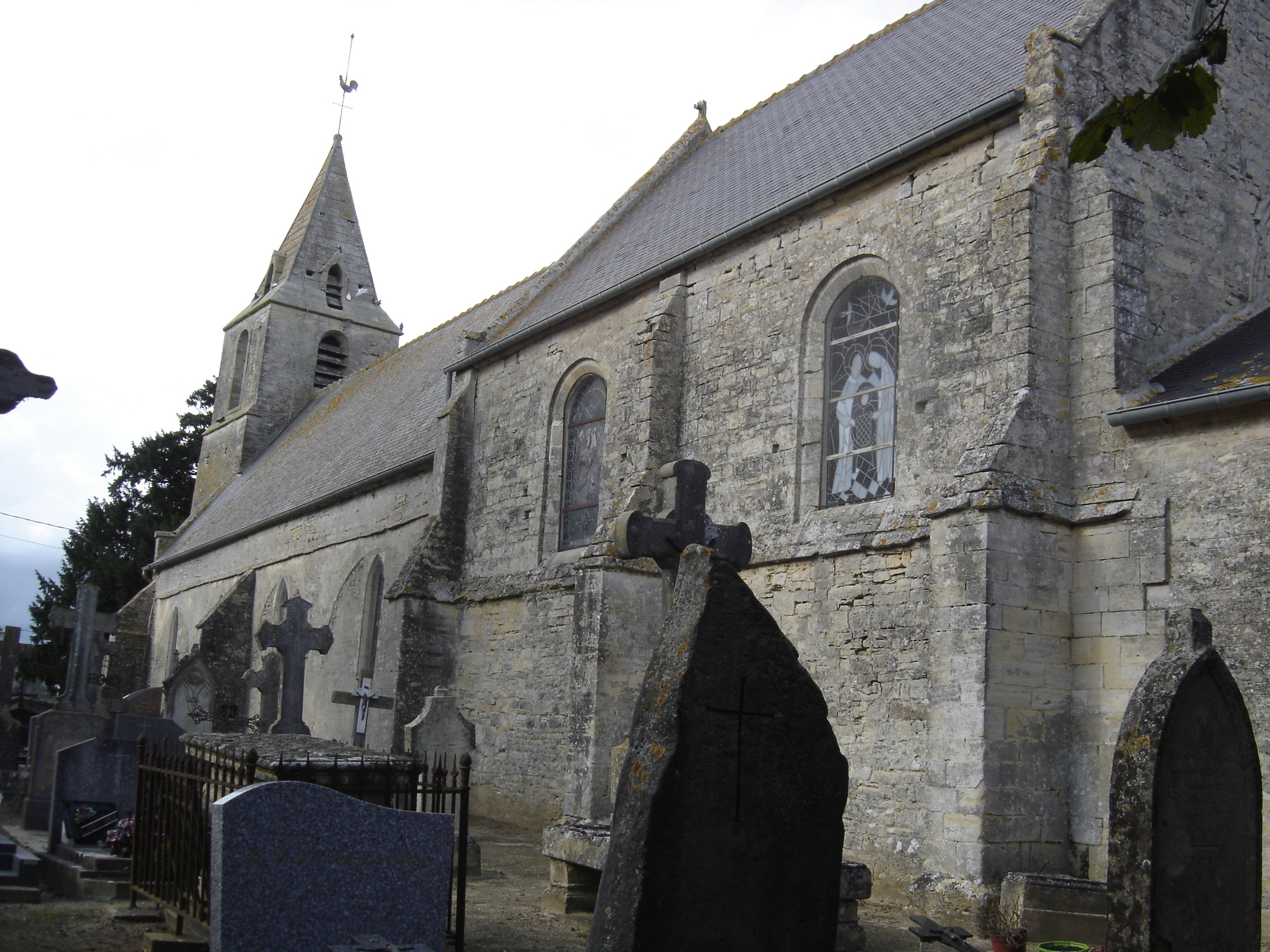
Kirche L'Exaltation-de-la-Sainte-Croix